# Universitatea din Saarland
Universitatea din Saarland (în germană Universität des Saarlandes) este o universitate de cercetare modernă situată în Saarbrücken, capitala statului german Saarland. Ea a fost fondată în 1948 la Homburg, în cooperare cu Franța, și este organizată în șase facultăți care acoperă toate marile domenii ale științei. Universitatea este deosebit de cunoscută pentru cercetările sale în informatică, lingvistică computațională și știința materialelor, fiind plasată constant printre primele universități din Germania în aceste domenii. În 2007, universitatea a fost recunoscută ca un centru de excelență pentru informatică în Germania.
Grație personalului bilingv german și francez, Universitatea are un profil internațional, care a fost subliniat prin proclamarea sa ca „Universitate Europeană” în anul 1950 și prin stabilirea aici a Europa-Institut în 1951.
Nouă profesori au fost onorați cu cel mai înalt premiu de cercetare din Germania, premiul Gottfried Wilhelm Leibniz, în timp ce lucrau la Universitatea Saarland.

## Istoric

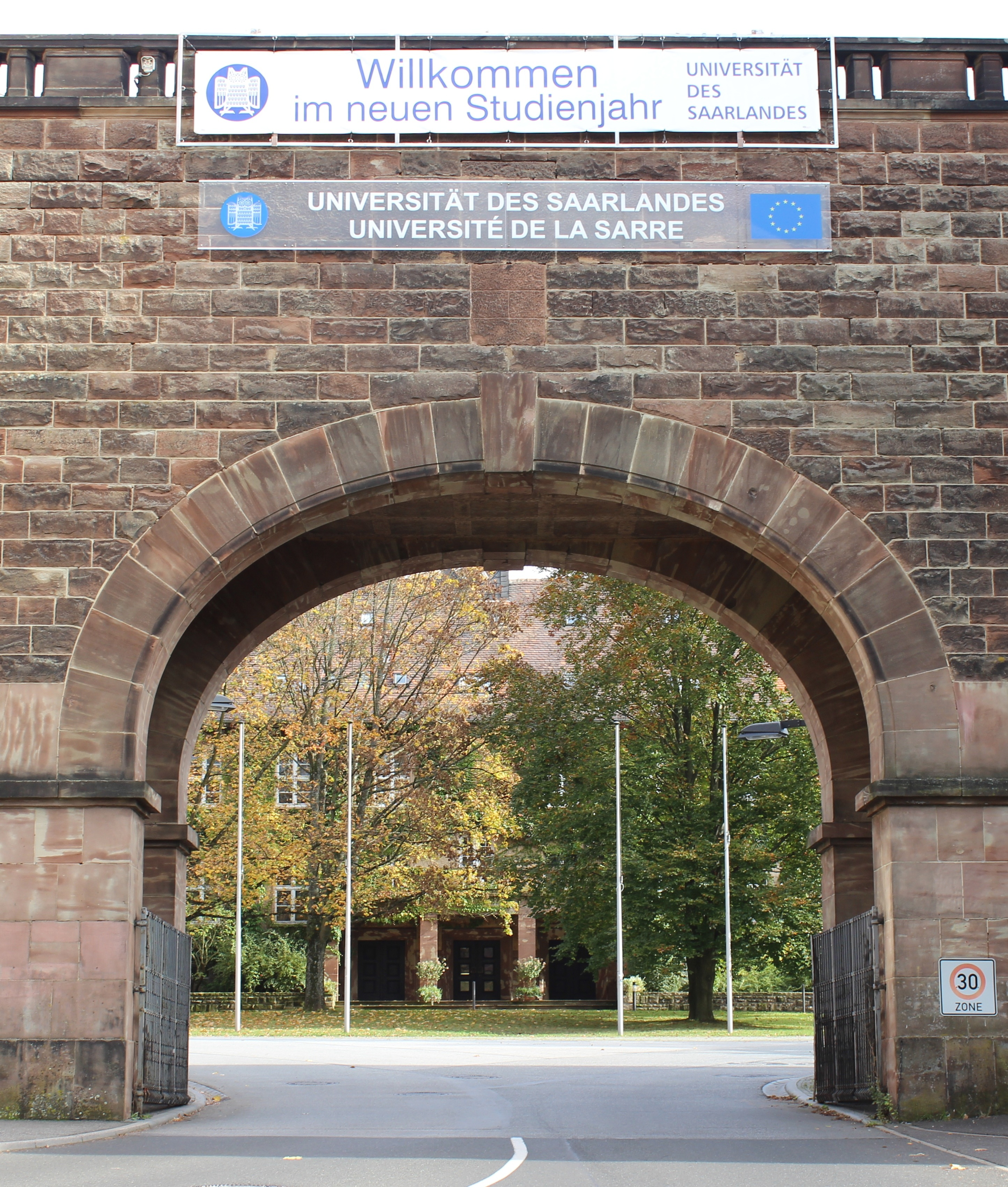
Poarta de intrare a universității

Universitatea din Saarland, prima care a fost înființată după cel de-al Doilea Război Mondial, a fost fondată în noiembrie 1948, cu sprijinul guvernului francez și sub auspiciile Universității din Nancy.
La acel moment Saarland se afla în situația specială de a fi parțial autonom și legat de Franța printr-o uniune economică și monetară. Combinând tradițiile educaționale germane și franceze și folosind două limbi de instruire, universitatea a avut o perspectivă europeană chiar de la început. Înainte de înființarea universității, cursurile de formare pentru studenții la medicină de la Spitalul Universitar din Saarland, din Homburg, Saarland, au fost introduse în ianuarie 1946, iar „Centre Universitaire d'Etudes Supérieures de Hombourg” a fost stabilit pe 8 mai 1947 sub patronajul Universității din Nancy. Studenții anumitor discipline puteau obține diplome de la ambele universități.
Primul președinte al universității independente a fost din 1948 Jean Barriol. În același an, universitatea a introdus primele cursuri de drept, filozofie și limbi străine.
În 1990 a fost înființată Facultatea de Tehnologie. Universitatea realizează cercetări de top în domeniul tehnologiei informației.

## Organizare și administrare
Universitatea este împărțită în șase facultăți:
- Facultatea de Științe Sociale și Afaceri
- Facultatea de Medicină
- Facultatea de Matematică și Informatică
- Facultatea de Științe Naturale și Tehnologie
- Facultatea de Științe Umaniste
- Facultatea de Drept

## Persoane notabile

### Câștigători ai Premiului Leibniz
- Joachim Weickert, procesarea digitală a imaginii (2010)
- Hans-Peter Seidel, Grafică digitală (2003)
- Manfred Pinkal, Lingvistică computațională (2000)
- Johannes Buchmann, Teoria informației (1993)
- Michael Veith, Chimie anorganică (1991)
- Herbert Gleiter, Știința materialelor (1989)
- Günter Hotz, Kurt Mehlhorn și Wolfgang Paul, informatică (1987)

### Absolvenți
- Susanne Albers (născut în 1965), om de știință
- Peter Altmaier (născut în 1958), politician (CDU)
- Karl-Otto Apel (născut 1922), filosof
- Peter Bofinger (născut în 1954), economist
- Ralf Dahrendorf (1929-2009), politician
- Lars Feld (născut în 1966), economist
- Jürgen W. Falter (născut în 1944), politolog
- Winfried Hassemer (născut în 1940), om de știință
- Werner Jeanrond (născut în 1955), teolog
- Reinhard Klimmt (născut în 1942), politician (SPD)
- Annegret Kramp-Karrenbauer (n. 1962), politician (CDU)
- Christian Graf von Krockow (1927-2002), politolog și scriitor
- Daniel Elles, specialist în informatică[6]
- Oskar Lafontaine (născut în 1943), politician (Linkspartei)
- Wilfried Loth (născut în 1948), istoric
- Werner Maihofer (1918-2009), avocat și om politic (FDP)
- Alfred Werner Maurer (născut în 1945), arhitect, arheolog, istoric de artă
- Bernhard Nebel (născut în 1956), om de știință
- August-Wilhelm Scheer (născut în 1941), om de știință și antreprenor
- Claus-Peter Schnorr (născut în 1943), om de știință
- Ottmar Schreiner (născut în 1942), politician (SPD)
- Christina Weiss (născut în 1953), jurnalist și politician
- Michael Wolffsohn (născut în 1947), Istoric